# Fußball-Weltmeisterschaft der Frauen 2011/Gruppe B
| Pl. | Land       | Sp. | S | U | N | Tore    | Diff. | Punkte |
| --- | ---------- | --- | - | - | - | ------- | ----- | ------ |
| 1.  | England    | 3   | 2 | 1 | 0 | 005:200 | +3    | 07     |
| 2.  | Japan      | 3   | 2 | 0 | 1 | 006:300 | +3    | 06     |
| 3.  | Mexiko     | 3   | 0 | 2 | 1 | 003:700 | −4    | 02     |
| 4.  | Neuseeland | 3   | 0 | 1 | 2 | 004:600 | −2    | 01     |

Gruppe B der Fußball-Weltmeisterschaft der Frauen 2011:

## Japan – Neuseeland 2:1 (1:1)
| Japan                                         | Japan | Neuseeland | Neuseeland | Aufstellung                        |
| --------------------------------------------- | --- | --- | ---------- | ---------------------------------- |
| Japan                                         | \| 1. Spieltag \| \| 27. Juni 2011 in Bochum \| \| Zuschauer: 12.538 \| \| Schiedsrichterin: Kirsi Heikkinen ( Finnland) \| \| Spielbericht \| | \| 1. Spieltag \| \| 27. Juni 2011 in Bochum \| \| Zuschauer: 12.538 \| \| Schiedsrichterin: Kirsi Heikkinen ( Finnland) \| \| Spielbericht \| | Neuseeland | Aufstellung Japan gegen Neuseeland |
| Japan                                         | Ayumi Kaihori – Yukari Kinga, Azusa Iwashimizu, Saki Kumagai, Aya Sameshima – Mizuho Sakaguchi, Kozue Andō (90.+2' Asuna Tanaka), Aya Miyama, Homare Sawa – Shinobu Ōno (55. Mana Iwabuchi), Yūki Nagasato (76. Karina Maruyama) Cheftrainer: Norio Sasaki | Jenny Bindon – Ria Percival (76. Annalie Longo), Anna Green, Abby Erceg, Rebecca Smith , Ali Riley – Katie Hoyle, Katie Bowen (46. Hayley Moorwood), Betsy Hassett – Amber Hearn, Sarah Gregorius (62. Hannah Wilkinson) Cheftrainer: John Herdman ( England) | Neuseeland | Aufstellung Japan gegen Neuseeland |
| Japan                                         | 1:0 Nagasato (6.) 2:1 Miyama (68.) | 1:1 Hearn (12.) | Neuseeland | Aufstellung Japan gegen Neuseeland |
| Japan                                         | Bowen (45.+1'), Smith (67.), Hearn (77.) | | Neuseeland | Aufstellung Japan gegen Neuseeland |
| Japan                                         | Spieler des Spiels: Miyama (Japan) | | Neuseeland | Aufstellung Japan gegen Neuseeland |
| 1. Spieltag                                   | | |            |                                    |
| 27. Juni 2011 in Bochum                       | | |            |                                    |
| Zuschauer: 12.538                             | | |            |                                    |
| Schiedsrichterin: Kirsi Heikkinen ( Finnland) | | |            |                                    |
| Spielbericht                                  | | |            |                                    |

## Mexiko – England 1:1 (1:1)
| Mexiko                                        | Mexiko | England | England | Aufstellung                      |
| --------------------------------------------- | --- | --- | ------- | -------------------------------- |
| Mexiko                                        | \| 1. Spieltag \| \| 27. Juni 2011 in Wolfsburg \| \| Zuschauer: 18.702 \| \| Schiedsrichterin: Silvia Reyes Juárez ( Peru) \| \| Spielbericht \| | \| 1. Spieltag \| \| 27. Juni 2011 in Wolfsburg \| \| Zuschauer: 18.702 \| \| Schiedsrichterin: Silvia Reyes Juárez ( Peru) \| \| Spielbericht \|                                                                          | England | Aufstellung Mexiko gegen England |
| Mexiko                                        | Cecilia Santiago – Rubi Sandoval, Alina Garciamendez, Natalie Vinti, Luz Del Rosario Saucedo – Guadalupe Worbis, Dinora Garza (85. Teresa Noyola), Nayeli Rangel – Maribel Domínguez (76. Juana López), Mónica Ocampo, Stephany Mayor Cheftrainer: Leonardo Cuéllar | Karen Bardsley – Alex Scott, Rachel Unitt, Faye White (83. Sophie Bradley), Casey Stoney – Jill Scott, Fara Williams – Karen Carney (72. Ellen White), Kelly Smith, Rachel Yankey, Eniola Aluko Cheftrainerin: Hope Powell | England | Aufstellung Mexiko gegen England |
| Mexiko                                        | 1:1 Ocampo (33.) | 0:1 Williams (21.) | England | Aufstellung Mexiko gegen England |
| Mexiko                                        | Garciamendez (87.) | Stoney (88.) | England | Aufstellung Mexiko gegen England |
| Mexiko                                        | Spieler des Spiels: Ocampo (Mexiko) | | England | Aufstellung Mexiko gegen England |
| 1. Spieltag                                   | | |         |                                  |
| 27. Juni 2011 in Wolfsburg                    | | |         |                                  |
| Zuschauer: 18.702                             | | |         |                                  |
| Schiedsrichterin: Silvia Reyes Juárez ( Peru) | | |         |                                  |
| Spielbericht                                  | | |         |                                  |

## Japan – Mexiko 4:0 (3:0)
| Japan                                            | Japan | Mexiko | Mexiko | Aufstellung                    |
| ------------------------------------------------ | --- | --- | ------ | ------------------------------ |
| Japan                                            | \| 2. Spieltag \| \| 1. Juli 2011 in Leverkusen \| \| Zuschauer: 22.291 \| \| Schiedsrichterin: Christina Pedersen ( Norwegen) \| \| Spielbericht \|                                                                                                   | \| 2. Spieltag \| \| 1. Juli 2011 in Leverkusen \| \| Zuschauer: 22.291 \| \| Schiedsrichterin: Christina Pedersen ( Norwegen) \| \| Spielbericht \| | Mexiko | Aufstellung Japan gegen Mexiko |
| Japan                                            | Ayumi Kaihori – Yukari Kinga, Azusa Iwashimizu, Saki Kumagai, Aya Sameshima – Mizuho Sakaguchi, Kozue Andō (69. Mana Iwabuchi), Aya Miyama, Homare Sawa (83. Rumi Utsugi) – Shinobu Ōno (69. Nahomi Kawasumi), Yūki Nagasato Cheftrainer: Norio Sasaki | Cecilia Santiago – Alina Garciamendez, Natalie Vinti, Natalie García, Luz Del Rosario Saucedo – Dinora Garza, Nayeli Rangel (46. Liliana Mercado) – Maribel Domínguez (62. Kenti Robles), Verónica Pérez (79. Teresa Noyola), Mónica Ocampo; Stephany Mayor Cheftrainer: Leonardo Cuéllar | Mexiko | Aufstellung Japan gegen Mexiko |
| Japan                                            | 1:0 Sawa (13.) 2:0 Ōno (15.) 3:0 Sawa (39.) 4:0 Sawa (80.) | | Mexiko | Aufstellung Japan gegen Mexiko |
| Japan                                            | Spieler des Spiels: Sawa (Japan) | | Mexiko | Aufstellung Japan gegen Mexiko |
| 2. Spieltag                                      | | |        |                                |
| 1. Juli 2011 in Leverkusen                       | | |        |                                |
| Zuschauer: 22.291                                | | |        |                                |
| Schiedsrichterin: Christina Pedersen ( Norwegen) | | |        |                                |
| Spielbericht                                     | | |        |                                |

## Neuseeland – England 1:2 (1:0)
| Neuseeland                                  | Neuseeland | England | England | Aufstellung                          |
| ------------------------------------------- | --- | --- | ------- | ------------------------------------ |
| Neuseeland                                  | \| 2. Spieltag \| \| 1. Juli 2011 in Dresden \| \| Zuschauer: 19.110 \| \| Schiedsrichterin: Thérèse Neguel ( Kamerun) \| \| Spielbericht \| | \| 2. Spieltag \| \| 1. Juli 2011 in Dresden \| \| Zuschauer: 19.110 \| \| Schiedsrichterin: Thérèse Neguel ( Kamerun) \| \| Spielbericht \| | England | Aufstellung Neuseeland gegen England |
| Neuseeland                                  | Jenny Bindon – Ria Percival (71. Rosie White), Anna Green, Abby Erceg, Rebecca Smith , Ali Riley – Katie Hoyle, Betsy Hassett, Katie Bowen (46. Hayley Moorwood) – Amber Hearn, Sarah Gregorius (90. Hannah Wilkinson) Cheftrainer: John Herdman ( England) | Karen Bardsley – Alex Scott, Rachel Unitt, Faye White (86. Sophie Bradley), Casey Stoney – Jill Scott, Fara Williams – Ellen White, Kelly Smith, Rachel Yankey (65. Jessica Clarke), Eniola Aluko (46. Karen Carney) Cheftrainerin: Hope Powell | England | Aufstellung Neuseeland gegen England |
| Neuseeland                                  | 1:0 Gregorius (18.) | 1:1 J. Scott (63.) 1:2 Clarke (81.) | England | Aufstellung Neuseeland gegen England |
| Neuseeland                                  | Spieler des Spiels: A. Scott (England) | | England | Aufstellung Neuseeland gegen England |
| 2. Spieltag                                 | | |         |                                      |
| 1. Juli 2011 in Dresden                     | | |         |                                      |
| Zuschauer: 19.110                           | | |         |                                      |
| Schiedsrichterin: Thérèse Neguel ( Kamerun) | | |         |                                      |
| Spielbericht                                | | |         |                                      |

## England – Japan 2:0 (1:0)
| England                                   | England | Japan | Japan | Aufstellung                     |
| ----------------------------------------- | --- | --- | ----- | ------------------------------- |
| England                                   | \| 3. Spieltag \| \| 5. Juli 2011 in Augsburg \| \| Zuschauer: 20.777 \| \| Schiedsrichterin: Carol Chenard ( Kanada) \| \| Spielbericht \| | \| 3. Spieltag \| \| 5. Juli 2011 in Augsburg \| \| Zuschauer: 20.777 \| \| Schiedsrichterin: Carol Chenard ( Kanada) \| \| Spielbericht \| | Japan | Aufstellung England gegen Japan |
| England                                   | Karen Bardsley – Alex Scott, Rachel Unitt, Casey Stoney , Sophie Bradley – Jill Scott, Anita Asante – Jessica Clarke (46. Rachel Yankey), Ellen White (90. Laura Bassett), Kelly Smith (62. Eniola Aluko), Karen Carney Cheftrainer: Hope Powell | Ayumi Kaihori – Yukari Kinga, Azusa Iwashimizu, Saki Kumagai, Aya Sameshima – Mizuho Sakaguchi (75. Mana Iwabuchi), Kozue Andō (56. Karina Maruyama), Aya Miyama, Homare Sawa – Shinobu Ōno (82. Nahomi Kawasumi), Yūki Nagasato Cheftrainer: Norio Sasaki | Japan | Aufstellung England gegen Japan |
| England                                   | 1:0 E. White (15.) 2:0 Yankey (66.) | | Japan | Aufstellung England gegen Japan |
| England                                   | Spieler des Spiels: J. Scott (England) | | Japan | Aufstellung England gegen Japan |
| 3. Spieltag                               | | |       |                                 |
| 5. Juli 2011 in Augsburg                  | | |       |                                 |
| Zuschauer: 20.777                         | | |       |                                 |
| Schiedsrichterin: Carol Chenard ( Kanada) | | |       |                                 |
| Spielbericht                              | | |       |                                 |

## Neuseeland – Mexiko 2:2 (0:2)
| Neuseeland                                    | Neuseeland | Mexiko | Mexiko | Aufstellung                         |
| --------------------------------------------- | --- | --- | ------ | ----------------------------------- |
| Neuseeland                                    | \| 3. Spieltag \| \| 5. Juli 2011 in Sinsheim \| \| Zuschauer: 20.451 \| \| Schiedsrichterin: Jenny Palmqvist ( Schweden) \| \| Spielbericht \| | \| 3. Spieltag \| \| 5. Juli 2011 in Sinsheim \| \| Zuschauer: 20.451 \| \| Schiedsrichterin: Jenny Palmqvist ( Schweden) \| \| Spielbericht \| | Mexiko | Aufstellung Neuseeland gegen Mexiko |
| Neuseeland                                    | Jenny Bindon – Anna Green, Abby Erceg, Rebecca Smith , Ali Riley – Katie Hoyle, Hayley Moorwood (60. Kirsty Yallop), Betsy Hassett (79. Ria Percival) – Amber Hearn, Sarah Gregorius, Rosie White (55. Hannah Wilkinson) Cheftrainer: John Herdman ( England) | Cecilia Santiago – Kenti Robles (81. Luz Del Rosario Saucedo), Alina Garciamendez, Natalie Vinti, Natalie García – Guadalupe Worbis, Nayeli Rangel (46. Dinora Garza) – Maribel Domínguez , Verónica Pérez, Mónica Ocampo, Stephany Mayor (70. Charlyn Corral) Cheftrainer: Leonardo Cuéllar | Mexiko | Aufstellung Neuseeland gegen Mexiko |
| Neuseeland                                    | 1:2 Smith (90.) 2:2 Wilkinson (90.+4') | 0:1 Mayor (2.) 0:2 Domínguez (29.) | Mexiko | Aufstellung Neuseeland gegen Mexiko |
| Neuseeland                                    | White (33.) | Domínguez (90.) | Mexiko | Aufstellung Neuseeland gegen Mexiko |
| Neuseeland                                    | Spieler des Spiels: Domínguez (Mexiko) | | Mexiko | Aufstellung Neuseeland gegen Mexiko |
| 3. Spieltag                                   | | |        |                                     |
| 5. Juli 2011 in Sinsheim                      | | |        |                                     |
| Zuschauer: 20.451                             | | |        |                                     |
| Schiedsrichterin: Jenny Palmqvist ( Schweden) | | |        |                                     |
| Spielbericht                                  | | |        |                                     |